# Aloe albiflora
Aloe albiflora es una especie del género Aloe perteneciente a la familia Xanthorrhoeaceae. Es originaria de Madagascar.

## Características
Es una planta con hojas suculentas que se encuentra en la provincia de Toliara en Madagascar a una altitud de 0 a 500 metros. Tiene hojas estrechas y muricadas y ampliamente campanuladas, con flores de color blanco de nieve que miden 10 mm de largo y 14 mm en la boca. Su más cercana afinidad, basada en el aspecto de las hojas es solamente, Aloe bellatula.

## Cultivo
Aloe albiflora se cultiva normalmente como planta ornamental en maceta en invernadero o al aire libre en la mayoría de las regiones libres de heladas.

## Taxonomía
Aloe albiflora fue descrita por André Guillaumin y publicado en Bulletin du Muséum d'Histoire Naturelle, sér. 2 12: 353, en el año 1940.
Etimología
Ver: Aloe
albiflora: epíteto latino que significa "con flores blancas".
Sinonimia
- Guillauminia albiflora (Guillaumin) A.Bertrand[7]